# 岸武雄
岸 武雄（きし たけお、1912年7月6日 - 2002年1月21日）は、日本の児童文学作家、教育者。

## 来歴・人物
岐阜県出身。1932年岐阜師範学校卒業。小・中学校教諭を経て岐阜教育大学教授、1986年定年。
58歳から創作を始め、中部地方の歴史的事件をもとに底辺に生きる人びとを描き、1971年「千本松原」で野間児童文芸推奨作品賞。1979年「花ぶさとうげ」で小学館文学賞受賞。「千本松原」は1992年に「せんぼんまつばら 川と生きる少年たち」としてアニメ映画化された。
80歳を過ぎても旺盛な執筆活動を行い、2002年1月21日に死去。享年89。

## 著書
- 『躾のこゝろ』（啓文社） 1943
- 『子どもが耳をすますとき 豊かな心を育てるお話集』（黎明書房） 1961
- 『おかあさんの知恵』（黎明書房） 1962
- 『しんのある家庭教育』（黎明書房） 1966
- 『もぐりの公紋さ』（童心社） 1970、のち偕成社文庫
- 『ある教師の生活探究 野村芳兵衛の生活と教育』（岩本憲共著、黎明書房） 1970
- 『炭焼きの辰』（偕成社） 1971、のち文庫
- 『千本松原』（あかね書房） 1971 - アニメ映画「せんぼんまつばら 川と生きる少年たち」原作
- 『化石山』（偕成社） 1972
- 『プータス大王のいたずら』（偕成社） 1973
- 『ろくと山の百姓たち』（新日本出版社） 1973
- 『あほろくの川だいこ』（ポプラ社） 1974
- 『飛騨の馬小作』（偕成社） 1974
- 『怪鳥ヒドラの子』（ポプラ社） 1975
- 『どろんこの餅』（偕成社） 1975
- 『これからの家庭教育 いちばん大事なことは』（文化出版局、よつば新書） 1976
- 『よすけとふさ』（ポプラ社） 1976.10
- 『子どもは変わる 経営活動と博士勉強』（風媒社） 1976
- 『はみだしの席』（PHP研究所） 1977.2
- 『モンののぞいたほいくえん』（PHP研究所） 1977.12
- 『子どもが心をひらくとき 校長先生・朝のおはなし』（黎明書房） 1978.12
- 『風の鳴る家』（偕成社） 1978.3
- 『花ぶさとうげ』（学習研究社 6年の読み物特集） 1978.7、講談社 児童文学創作シリーズ 1979.3、講談社 青い鳥文庫 1983 - 1979年 小学館文学賞受賞
- 『くまうちの日までに』（金の星社） 1979.12
- 『健にいのミカン』（ポプラ社文庫） 1980.4
- 『いとしろへの道』（偕成社） 1980.8
- 『先生たいへん事件です』（金の星社） 1981.7、のちフォア文庫
- 『フララ、フララ! 山下ハルの手記』（小学館） 1981.8
- 『とんがりとうげに光る風』（講談社） 1981.9
- 『あかとんぼのうた』（PHP研究所） 1981.10
- 『けんぼうは1年生』（ポプラ社） 1981.11
- 『走れ! ネコ先生』（学校図書） 1982.11
- 『サザンカのさく小さな家』（新日本出版社） 1983.9
- 『神かくしの村』（ほるぷ出版） 1984.2
- 『けちの平六ものがたり』（講談社） 1984.2
- 『幕末の科学者 飯沼慾斎』（小峰書店） 1985.12
- 『山の子どもとソーセージ』（教育画劇） 1986.1
- 『がんばれ! デメキン』（教育画劇） 1986.7
- 『うれしいときにも涙がでる』（小峰書店） 1986.10
- 『市長さんとゆかいな子どもたち』（ひくまの出版） 1986.12
- 『えっちゃんのあけた青いまど』（新日本出版社） 1986
- 『透明人間になったおれ』（新日本出版社） 1987.4
- 『ポケットの小人たち』（国土社） 1988.7
- 『ま夜中のおきゃくさま』（新日本出版社） 1989.6
- 『タスケと山のけものたち』（PHP研究所） 1989.9
- 『すばらしいマラソン』（教育画劇） 1989.12
- 『人間らしく生きたい 郡上一揆をめぐって』（小峰書店） 1990.7
- 『芳兵衛さと半平さ』（教育出版文化協会） 1992.12
- 『山にいのちかがやくとき やさしさが勇気をうむ物語』（小峰書店） 1993.7
- 『わたしはひろがる 愛、平和、そして人間』（小峰書店） 1994.7
- 『小さなつめたい手』（新日本出版社） 1995.8
- 『ブナ林の天狗さま』（小峰書店） 1995.9